# Hal Sutton
Hal Evan Sutton (Shreveport, 28 aprile 1958) è un golfista statunitense.
Ha conquistato nel 1983 il PGA Championship.

## Carriera
Già promettente giocatore al Centenary College della Louisiana (nel 1980 fu nominato Giocatore dell’Anno del College da Golf Magazine), nel 1981 diventò professionista, mentre l’anno seguente vinse il Walt Disney World Golf Classic.
Nel 1983 visse la sua miglior stagione, vincendo il Players Championship e il suo unico major, il PGA Championship. Al termine fu premiato come Giocatore dell’Anno del PGA Tour. In questi anni fu nella top ten dalla classifica mondiale per più di 50 settimane e disputò due Ryder Cup
Per più di nove anni, tra il 1986 ed il 1995, rimase senza una vittoria, finché non trionfò al B.C. Open, ma solo dal 1998 tornò ai precedenti livelli, conquistando il Tour Championship e di nuovo il Players Championship. Come in precedenza, anche in questo periodo fu tra i migliori 10 golfisti al mondo per più di 50 settimane e giocò altre due Ryder Cup, per poi essere capitano della formazione americana nell’edizione 2004: in questa occasione gli Stati Uniti persero con largo margine e Sutton ricevette diverse critiche.

## Vittorie professionali (15)

### PGA Tour vittorie (14)
| Legenda                   |
| Tornei Major (1)          |
| Players Championships (2) |
| Tour Championships (1)    |
| Altro PGA Tour (10)       |

| N° | Data              | Torneo                              | Punteggio di vittoria | Margine | Secondo/i                |
| -- | ----------------- | ----------------------------------- | --------------------- | ------- | ------------------------ |
| 1  | 31 ottobre 1982   | Walt Disney World Golf Classic      | -19 (71–63–68–67=269) | Playoff | Bill Britton             |
| 2  | 28 marzo 1983     | The Players Championship            | -5 (73–71–70–69=283)  | 1 colpo | Bob Eastwood             |
| 3  | 7 agosto 1983     | PGA Championship                    | -10 (65–66–72–71=274) | 3 colpi | Jack Nicklaus            |
| 4  | 30 giugno 1985    | St. Jude Memphis Classic            | -9 (65–76–73–65=279)  | Playoff | David Ogrin              |
| 5  | 22 settembre 1985 | Southwest Golf Classic              | -15 (68–67–67–71=273) | Playoff | Mike Reid                |
| 6  | 26 gennaio 1986   | Phoenix Open                        | -17 (64–64–68–71=267) | 2 colpi | Calvin Peete, Tony Sills |
| 7  | 25 maggio 1986    | Memorial Tournament                 | -17 (68–69–66–68=271) | 4 colpi | Don Pooley               |
| 8  | 17 settembre 1995 | B.C. Open                           | -15 (71–69–68–61=269) | 1 colpo | Jim McGovern             |
| 9  | 27 settembre 1998 | Westin Texas Open                   | -18 (67–68–67–68=270) | 1 colpo | Jay Haas, Justin Leonard |
| 10 | 1º novembre 1998  | The Tour Championship               | -6 (69–67–68–70=274)  | Playoff | Vijay Singh              |
| 11 | 12 settembre 1999 | Bell Canadian Open                  | -13 (69–67–70–69=275) | 3 colpi | Dennis Paulson           |
| 12 | 27 marzo 2000     | The Players Championship(2)         | -10 (69–69–69–68=278) | 1 colpo | Tiger Woods              |
| 13 | 23 aprile 2000    | Greater Greensboro Chrysler Classic | -14 (67–64–72–71=274) | 3 colpi | Andrew Magee             |
| 14 | 22 aprile 2001    | Shell Houston Open                  | -10 (70–68–71–69=278) | 3 colpi | Joe Durant, Lee Janzen   |

### Altre vittorie (1)
| N° | Data             | Torneo                                         | Punteggio             | Margine | Secondo classificato                                                                                           |
| -- | ---------------- | ---------------------------------------------- | --------------------- | ------- | --- |
| 1  | 15 dicembre 1985 | Chrysler Team Championship (con Raymond Floyd) | -28 (63–65–68–64=260) | Playoff | Charlie Bolling e Brad Fabel, Jim Colbert e Tom Purtzer, John Fought e Pat McGowan, Gary Hallberg e Scott Hoch |